# Humble (bài hát)
"Humble" (thường được viết cách điệu như "HUMBLE.") là một bài hát của rapper người Mỹ Kendrick Lamar nằm trong album phòng thu thứ tư của anh, Damn (2017). Nó được phát hành vào ngày 30 tháng 3 năm 2017 như là đĩa đơn đầu tiên trích từ album bởi Top Dawg Entertainment, Aftermath Entertainment và Interscope Records. Bài hát được đồng viết lời bởi Lamar, Asheton Hogan với nhà sản xuất nó Mike Will Made It, bên cạnh sự tham gia đồng sản xuất từ Pluss. Được sáng tác với dự định sẽ do Gucci Mane thể hiện, "Humble" được Lamar thu âm và lên kế hoạch phát hành trong album đầu tay của Mike Will Made-It Ransom 2 (2017), nhưng anh đã quyết định giữ nó cho Damn sau khi được thuyết phục bởi những người quản lý. Đây là một bản hip hop mang nội dung đề cập đến việc nam rapper thể hiện quan điểm với những nghệ sĩ rap đồng nghiệp rằng hãy ngồi xuống, khiêm tốn hơn và tôn trọng vị trí của anh như một trong những tên tuổi vĩ đại nhất thuộc thể loại này, đồng thời tuyên bố về việc không cần dùng rượu hoặc chất gây nghiện để tạo ra âm nhạc như những người khác trong cộng đồng hip-hop.
Sau khi phát hành, "Humble" nhận được những phản ứng tích cực từ các nhà phê bình âm nhạc, trong đó họ đánh giá cao thông điệp mạnh mẽ, màn thể hiện đẳng cấp của Lamar và quá trình sản xuất nó, đồng thời ghi nhận sự thay đổi trong phong cách mang chủ nghĩa tối giản và gai góc hơn những tác phẩm theo hơi hướng cổ điển trước đây của anh. Ngoài ra, bài hát còn gặt hái nhiều giải thưởng và đề cử tại những lễ trao giải lớn, bao gồm ba đề cử giải Grammy cho Thu âm của năm, Trình diễn Rap xuất sắc nhất và Bài hát Rap xuất sắc nhất tại lễ trao giải thường niên lần thứ 60, và chiến thắng hai hạng mục sau. "Humble" cũng tiếp nhận những thành công lớn về mặt thương mại, đứng đầu bảng xếp hạng ở New Zealand và lọt vào top 10 ở nhiều khu vực bài hát xuất hiện, bao gồm những quốc gia nổi bật như Úc, Canada, Ireland, Na Uy, Thụy Điển và Vương quốc Anh. Tại Hoa Kỳ, nó đạt vị trí số một trên bảng xếp hạng Billboard Hot 100 trong một tuần, trở thành đĩa đơn quán quân thứ hai trong sự nghiệp của Lamar và đầu tiên dưới cương vị nghệ sĩ hát chính tại đây.
Video ca nhạc cho "Humble" được đạo diễn bởi Dave Meyers và The Little Homies (Lamar và Dave Free), trong đó bao gồm những cảnh nam rapper thể hiện bài hát trong nhiều hình tượng và bối cảnh khác nhau, bao gồm mặc áo lễ như là một giáo hoàng và lao lên trên đỉnh của một chiếc ô tô với đỉnh đầu đang bốc cháy, cũng như tái hiện lại bức tranh vào thế kỷ 15 của Leonardo da Vinci Bữa ăn tối cuối cùng. Nó đã gặt hái nhiều lời tán dương không ngớt từ giới chuyên môn bởi sự sáng tạo và những thông điệp truyền tải như là một hình thức bình luận xã hội đanh thép, đồng thời chiến thắng tại giải Âm nhạc châu Âu của MTV và giải Grammy cho Video ca nhạc xuất sắc nhất, cũng như chiến thắng sáu hạng mục trên tổng số bảy để cử tại giải Video âm nhạc của MTV năm 2017 bao gồm Video của năm. Kể từ khi phát hành, "Humble" đã xuất hiện trong danh sách những tác phẩm xuất sắc nhất năm 2017 bởi nhiều tổ chức và ấn phẩm âm nhạc, bao gồm Rolling Stone, Billboard và Entertainment Weekly, cũng như đã bán được hơn 10 triệu bản trên toàn cầu, trở thành một trong những đĩa đơn bán chạy nhất mọi thời đại.

## Danh sách bài hát
- Tải kĩ thuật số[5]

1. "HUMBLE." – 3:21

- Tải kĩ thuật số - SKRILLEX phối lại[6]

1. "HUMBLE." (Skrillex phối lại) – 3:40

## Thành phần thực hiện
Thành phần thực hiện được trích từ ghi chú của Damn, Interscope Records.
- Kendrick Lamar – giọng rap, viết lời
- Mike Will Made It – viết lời, sản xuất
- Matt Schaeffer – guitar
- Derek Ali – phối khí
- Tyler Page – hỗ trợ phối khí
- Cyrus Taghipour – hỗ trợ phối khí
- Derrick McCall – trợ lý

## Xếp hạng
| Bảng xếp hạng (2017-18)                   | Vị trí cao nhất |
| ----------------------------------------- | --------------- |
| Úc (ARIA)                                 | 2               |
| Áo (Ö3 Austria Top 40)                    | 15              |
| Bỉ (Ultratop 50 Flanders)                 | 15              |
| Bỉ (Ultratip Wallonia)                    | 5               |
| Canada (Canadian Hot 100)                 | 2               |
| Cộng hòa Séc (Singles Digitál Top 100)    | 10              |
| Đan Mạch (Tracklisten)                    | 18              |
| Phần Lan (Suomen virallinen lista)        | 14              |
| Pháp (SNEP)                               | 11              |
| Đức (Official German Charts)              | 11              |
| Hungary (Single Top 40)                   | 37              |
| Hungary (Stream Top 40)                   | 8               |
| Ireland (IRMA)                            | 4               |
| Ý (FIMI)                                  | 29              |
| Hà Lan (Dutch Top 40)                     | 25              |
| Hà Lan (Single Top 100)                   | 16              |
| New Zealand (Recorded Music NZ)           | 1               |
| Na Uy (VG-lista)                          | 10              |
| Bồ Đào Nha (AFP)                          | 3               |
| Scotland (OCC)                            | 31              |
| Slovakia (Singles Digitál Top 100)        | 5               |
| Hàn Quốc (Gaon International Singles)     | 36              |
| Tây Ban Nha (PROMUSICAE)                  | 68              |
| Thụy Điển (Sverigetopplistan)             | 10              |
| Thụy Sĩ (Schweizer Hitparade)             | 17              |
| Anh Quốc (OCC)                            | 6               |
| Hoa Kỳ Billboard Hot 100                  | 1               |
| Hoa Kỳ Dance/Mix Show Airplay (Billboard) | 30              |
| Hoa Kỳ Hot R&B/Hip-Hop Songs (Billboard)  | 1               |
| Hoa Kỳ Hot Rap Songs (Billboard)          | 1               |
| Hoa Kỳ Pop Airplay (Billboard)            | 26              |
| Hoa Kỳ Rhythmic (Billboard)               | 1               |

| Bảng xếp hạng (2017)                     | Vị trí |
| ---------------------------------------- | ------ |
| Australia (ARIA)                         | 8      |
| Australia Urban (ARIA)                   | 1      |
| Belgium (Ultratop Flanders)              | 55     |
| Canada (Canadian Hot 100)                | 11     |
| Denmark (Tracklisten)                    | 68     |
| France (SNEP)                            | 89     |
| Germany (Official German Charts)         | 99     |
| Hungary (Stream Top 40)                  | 55     |
| Netherlands (Dutch Top 40)               | 143    |
| Netherlands (Single Top 100)             | 95     |
| New Zealand (Recorded Music NZ)          | 3      |
| Norway (VG Lista)                        | 30     |
| South Korea International Singles (Gaon) | 81     |
| Sweden (Sverigetopplistan)               | 65     |
| Switzerland (Schweizer Hitparade)        | 82     |
| UK Singles (Official Charts Company)     | 47     |
| US Billboard Hot 100                     | 4      |
| US Hot R&B/Hip-Hop Songs (Billboard)     | 2      |
| US Rap Songs (Billboard)                 | 1      |
| US Rhythmic (Billboard)                  | 2      |
| Bảng xếp hạng (2018)                     | Vị trí |
| Australia (ARIA)                         | 49     |
| Australia Urban (ARIA)                   | 18     |

| Bảng xếp hạng (2010–2019)            | Vị trí |
| ------------------------------------ | ------ |
| Australia (ARIA)                     | 53     |
| US Hot R&B/Hip-Hop Songs (Billboard) | 43     |

## Chứng nhận
| Quốc gia | Chứng nhận  | Số đơn vị/doanh số chứng nhận |
| --- | ----------- | ----------------------------- |
| Úc (ARIA) | 5× Bạch kim | 350.000‡                      |
| Bỉ (BEA) | Bạch kim    | 0‡                            |
| Canada (Music Canada) | 7× Bạch kim | 0‡                            |
| Đan Mạch (IFPI Đan Mạch) | Bạch kim    | 90.000‡                       |
| Pháp (SNEP) | Bạch kim    | 133.333‡                      |
| Đức (BVMI) | Vàng        | 150.000‡                      |
| Ý (FIMI) | 2× Bạch kim | 100.000‡                      |
| New Zealand (RMNZ) | 3× Bạch kim | 90.000‡                       |
| Bồ Đào Nha (AFP) | 2× Bạch kim | 20.000‡                       |
| Thụy Điển (GLF) | Bạch kim    | 20.000‡                       |
| Anh Quốc (BPI) | Bạch kim    | 600.000‡                      |
| Hoa Kỳ (RIAA) | 7× Bạch kim | 7.000.000‡                    |
| * Chứng nhận dựa theo doanh số tiêu thụ. ^ Chứng nhận dựa theo doanh số nhập hàng. ‡ Chứng nhận dựa theo doanh số tiêu thụ và phát trực tuyến. |             |                               |

## Lịch sử phát hành
| Khu vực  | Ngày                | Định dạng                   | Phiên bản         | Hãng đĩa                      | Nguồn  |
| -------- | ------------------- | --------------------------- | ----------------- | ----------------------------- | ------ |
| Toàn cầu | 30 tháng 3 năm 2017 | Tải kĩ thuật số             | Bản gốc           | Top Dawg Aftermath Interscope | [ 5 ]  |
| Hoa Kỳ   | 4 tháng 4 năm 2017  | Rhythmic contemporary radio | Bản gốc           | Top Dawg Aftermath Interscope | [ 75 ] |
| Hoa Kỳ   | 16 tháng 5 năm 2017 | Contemporary hit radio      | Bản gốc           | Top Dawg Aftermath Interscope | [ 76 ] |
| Toàn cầu | 22 tháng 9 năm 2017 | Tải kĩ thuật số             | Skrillex phối lại | Top Dawg Aftermath Interscope | [ 6 ]  |